# 玛塔·巴约纳

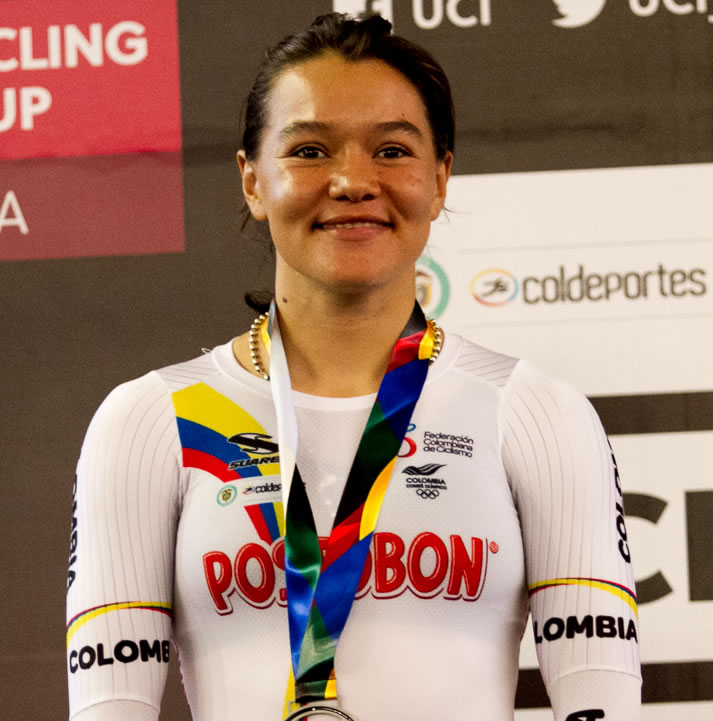

玛塔·巴约纳·皮内达（西班牙語：Martha Bayona Pineda，1995年8月12日—）是一名哥伦比亚女子场地自行车运动员。她曾在2016年夏季奥林匹克运动会女子凯林赛上以第十名完赛。一年后她获得了2017年世界場地自由車錦標賽女子凯林赛的银牌。